# 河上敢二
河上 敢二（かわかみ かんじ、1956年〈昭和31年〉7月18日 - ）は、日本の政治家、元農林水産官僚。熊野市長（5期）。
市長就任後、三重県市長会長、三重県環境審議会委員、三重県農業共済組合組合長理事などを歴任。

## 来歴
1956年（昭和31年）7月18日、三重県熊野市で出生。熊野市立井戸小学校、熊野市立木本中学校、三重県立伊勢高等学校を経て、1981年（昭和56年）3月、東京大学医学部保健学科を卒業。
同年4月、農林水産省に入省。入省後、牛乳乳製品課、食糧消費対策室、東海農政局、国際経済課などの部署を経験した他、経済企画庁、外務省へ出向し、経済企画庁では大規模小売店舗法などの流通規制に携わり、外務省では在イタリア日本国大使館一等書記官、大臣官房調査課課長補佐。
40歳を過ぎた頃、「熊野へ帰りたい」と思うようになり、このことを仲間うちで話したところ、西地茂樹市長（当時）の耳に入ったのか、西地から帰郷を後押しされ、西地が次の選挙に出馬する意向が無いことを知り、数ヶ月後に迫った熊野市長選挙に出馬することを決意し、1998年（平成10年）6月に農林水産省を退職。
同年11月、西地の任期満了に伴う熊野市長選挙に出馬し、元熊野市福祉事務所長の更谷令治を破り、初当選。
2002年（平成14年）12月1日、任期満了に伴う熊野市長選挙に出馬し、無投票で再選。
2005年（平成17年）11月13日、旧熊野市と旧紀和町の合併に伴う熊野市長選挙に出馬し、新人の山本良正を破り、初当選。
※当日有権者数：17,946人 最終投票率：76.98%（前回比：pts）
| 候補者名 | 年齢 | 所属党派 | 新旧別 | 得票数   | 得票率 | 推薦・支持 |
| -------- | ---- | -------- | ------ | -------- | ------ | ---------- |
| 河上敢二 | 49   | 無所属   | 新     | 10,587票 | 76.6%  |            |
| 山本良正 | 45   | 無所属   | 新     | 3,085票  | 22.3%  |            |

2009年（平成21年）11月8日、任期満了に伴う熊野市長選挙に出馬し、無投票で再選。
2013年（平成25年）10月27日、任期満了に伴う熊野市長選挙に出馬し、元熊野市議会議員の中田征治を破り、再選。
※当日有権者数：15,901人 最終投票率：65.89%（前回比： 11.09pts）
| 候補者名 | 年齢 | 所属党派 | 新旧別 | 得票数  | 得票率 | 推薦・支持 |
| -------- | ---- | -------- | ------ | ------- | ------ | ---------- |
| 河上敢二 | 57   | 無所属   | 旧     | 5,799票 | 55.3%  |            |
| 中田征治 | 70   | 無所属   | 新     | 4,516票 | 43.1%  |            |

2017年（平成29年）10月22日、任期満了に伴う熊野市長選挙に出馬し、元熊野市議会議員で駐車場貸付業の中田征治、会社経営者の山本良正、整体師の峪照行を破り、再選。
※当日有権者数：15,160人 最終投票率：70.30%（前回比： 4.41pts）
| 候補者名 | 年齢 | 所属党派 | 新旧別 | 得票数  | 得票率 | 推薦・支持 |
| -------- | ---- | -------- | ------ | ------- | ------ | ---------- |
| 河上敢二 | 61   | 無所属   | 現     | 6,124票 | 57.5%  |            |
| 中田征治 | 74   | 無所属   | 新     | 2,270票 | 21.3%  |            |
| 山本良正 | 57   | 無所属   | 新     | 1,367票 | 12.8%  |            |
| 峪照行   | 63   | 無所属   | 新     | 690票   | 6.47%  |            |

2018年（平成30年）4月1日、三重県農業共済組合組合長理事に就任。2021年、無投票で5選。

## 人物

### 生い立ち
自然に囲まれながら育ち、幼少期は川遊びや昆虫・植物採集などをして遊んだ。河上曰く、この自然の中での経験や日常的に農業と触れ合ったことで食べ物への関心が高まり、農林水産省の入省の決め手となったと語っている。
中学校時代はクラブ活動に勤しみ、野球漬けの日々を送った。陸上競技の800メートル走にも挑戦し、紀南大会で優勝、三重県大会へ進んだ。また、この頃に瀬古利彦と走った経験を持つ。
高校時代は伊勢市に下宿し、大学受験に向けて勉学に励みつつ、軟式野球などのスポーツで汗を流し、友人に恵まれた充実した日々を送った。

### 大学時代・農林官僚として
大学は医学部の保健学科に進学し、公務員になることを目指していたが、当時の保健学科に公務員職は無く、周囲に公務員を目指していた者は河上くらいだったと言う。
公務員試験は1回で合格し、大学卒業と同時に農林水産省に入省。入省後、山村振興対策、加工原料乳生産者補給金の補助、日本型食生活の普及、対米農産物貿易の窓口の補佐、JASの木材規格に関する交渉、リンゴの検疫に関する交渉、農業白書の策定などに携わり、食糧消費対策室に配属されて日本型食生活の普及に携わった際に保健学科で学んだ知識が生かされたと語っている。
外務省へ出向し、在イタリア日本国大使館で勤務した際には、難民援助などを担当し、この頃の経験が熊野市のまちづくりに役立っていると語っている。また、この頃に見たスイスやドイツなどの花が街に溢れた様子に好感を抱き、市長に就任して始めた「花いっぱい運動」もこれの影響であると語っている。

### 政治家として
農林水産省を退職して市長選に出馬した当時、熊野市は深刻な過疎高齢化に悩まされており、河上はこの問題を解消するためには、働く場を設けて若者の流出を防止することが課題であると考え、「輸出と集客による産業振興」を政治テーマに掲げた。